# 서울화곡초등학교
서울화곡초등학교(서울禾谷初等學校)는 대한민국 서울특별시 강서구 화곡본동에 있는 공립 초등학교이다.

## 학교 연혁
- 1967년 2월 4일 서울화곡국민학교 설립인가
- 1967년 3월 1일 서울화곡국민학교 개교
- 1996년 10월 1일 서울화곡초등학교로 교명 개칭

## 참고 자료
- 서울화곡초등학교 - 한국교육학술정보원 학교알리미